# 博瑟爾
博瑟爾（英語：Bothell）位於美国华盛顿州金郡及史諾霍米須郡，西雅圖都會區的一部份。美國2010年人口普查時人口為33,505人。位於斯諾霍米什郡的地區在合併前及2000年人口普查時，被視為艾爾德伍德博瑟爾北方租地（Alderwood Manor-Bothell North）普查规定居民点。

## 著名人士
- 華盛頓州聯邦參議員派蒂·莫瑞
- 布萊克·路易斯，2007年美國偶像亞軍。
- 辛扎雅·馬拉卡，2007年美國偶像七強。(曾在Northshore中學就讀)

## 外部連結
- City of Bothell Government （页面存档备份，存于）
- 中的“博瑟爾”